# Diego Dubcovsky
Diego Dubcovsky (Buenos Aires, 1967) es un productor de cine argentino, docente y jugador de póker. Trabaja como productor de películas desde hace más de veinte años. Desde mediados de los años noventa hasta el 2015 trabajó en BD Cine, productora que creó junto al cineasta Daniel Burman. Luego fundó su propia productora, Varsovia Films.
Produjo más de cincuenta largometrajes; algunos de sus trabajos en cine son: El abrazo partido, Diarios de motocicleta, Por tu culpa, De nuevo otra vez y Las mil y una.   
Fue profesor titular de la carrera de Diseño de Imagen y Sonido de la Universidad de Buenos Aires en la cátedra de Producción y presidente de la Asociación de Productores Independientes de la Argentina.   
En 2011 fue distinguido con el Premio Fundación Kónex al Espectáculo, como así también por la Unión Industrial Argentina, por su labor como productor.
En octubre del 2022 publicó su primer libro, Motorhome, editado por Vinilo Editora. En su catálogo se describe como: "Cuaderno de apuntes, autorretrato y compendio de historias. En este libro, Dubcovsky revisa la experiencia de décadas detrás del armado de muchas películas y ofrece un puñado de consejos para productores. Todo esto con una voz cercana y entrañable, como un amigo que nos cuenta algo en un bar y, además, invita a la ronda."

## Filmografía

### Cine

#### Producción
Estas son las películas que ha producido.
- 2022: El método Tangalanga
- 2020: Edición ilimitada
- 2020: Las mil y una
- 2019: Miragem
- 2019: Breve historia del planeta verde
- 2019: Los miembros de la familia
- 2019: De nuevo otra vez
- 2018: Paisaje
- 2018: Malambo, el hombre bueno
- 2018: Sangre blanca
- 2017: Alanis
- 2017: Casa Coraggio
- 2016: Primavera / Spring
- 2016: El movimiento
- 2016: El rey del Once
- 2015: Truman
- 2015: El espejo de los otros
- 2015: El incendio
- 2014: Aire libre
- 2014: La tercera orilla
- 2014: El misterio de la felicidad
- 2013: El árbitro
- 2013: Tesis sobre un homicidio
- 2012: La suerte en tus manos
- 2011: Vaquero
- 2011: Los santos sucios
- 2010: Dos hermanos
- 2010: Por tu culpa
- 2009: Música en espera
- 2008: El nido vacío
- 2007: Encarnación
- 2007: Tres de corazones
- 2006: Chicha tu madre
- 2005: Como un avión estrellado
- 2005: Derecho familia
- 2004: Diarios de motocicleta
- 2004: Un año sin amor
- 2004: 18-J
- 2003: El abrazo partido
- 2003: Nadar solo
- 2002: Todas las azafatas van al cielo
- 2000: Fuckland - F-kland
- 2000: Esperando al mesías
- 1999: Los Libros y la noche
- 1999: Río escondido
- 1999: Garage Olimpo
- 1997: Un crisantemo estalla en cincoesquinas
- 1995: Pájaros prohibidos
- 1997: Plaza de almas
- 1997: Ezeiza - (corto)